# Danielle Rose Russell
Danielle Rose Russell  (31 de octubre de 1999) es una actriz y modelo Estadounidense. Es conocida por interpretar a Hope Mikaelson en las series spin off de Crónicas vampíricas: The Originals y Legacies.

## Vida personal
Russell nació en Pequannock Township, Nueva Jersey, y se crio en West Milford, Nueva Jersey. Ella es la hija de Rosemary Rado, una exbailarina y Rockette, y Walter Russell, un excantante. Inicialmente siguió el modelaje en su juventud, apareciendo en anuncios impresos y comerciales, antes de buscar teatro regional y aparecer en varias obras escolares en la Escuela Holy Spirit en Pequannock. A partir de 2018, ella estaba terminando la escuela secundaria a través de cursos en línea.

## Carrera
El primer papel de Russell fue en la película A Walk Among the Tombstones (2014), interpretando a la hija de 14 años de un traficante de drogas ruso, que es secuestrada, y a la que Liam Neeson tendrá que rescatar . El año siguiente, apareció en Aloha (2015), como la hija del personaje de Rachel McAdams. En 2016, Russell apareció en seis episodios de la serie de televisión de corta duración The Last Tycoon. Russell interpretó un papel secundario en la película Wonder de 2017.
En julio de 2017, fue elegida como la adolescente Hope Mikaelson en la quinta y última temporada de la serie de televisión de The CW The Originals. En mayo de 2018, se anunció que continuaría con el papel de Hope Mikaelson en Legacies, una serie derivada de The Originals.

## Filmografía

### Cine
| Año  | Título                      | Rol             | Nota |
| ---- | --------------------------- | --------------- | ---- |
| 2014 | A Walk Among the Tombstones | Lucia           |      |
| 2015 | Aloha                       | Grace           |      |
| 2016 | Pandemic                    | Megan           |      |
| 2017 | Wonder                      | Miranda         |      |
| 2018 | Measure of a Man            | Joanie Williams |      |

### Televisión
| Año       | Título          | Rol            | Nota                                 |
| --------- | --------------- | -------------- | ------------------------------------ |
| 2016      | The Last Tycoon | Darla Miner    | 6 episodios                          |
| 2018      | The Originals   | Hope Mikaelson | Elenco principal, serie de TV The CW |
| 2018–2022 | Legacies        | Hope Mikaelson | Elenco principal, serie de TV The CW |

- Datos: Q21622629